# بورلی هیلز (مریون شهرستان ویرجینیای غربی)
بورلی هیلز (به انگلیسی: Beverly Hills) یک منطقهٔ مسکونی در ایالات متحده آمریکا است که در شهرستان ماریون، ویرجینیای غربی واقع شده‌است.